# Cerkiew Wniebowstąpienia Pańskiego w Jasinie
Cerkiew Wniebowstąpienia Pańskiego (ukr. Церква Вознесіння Господнього) — drewniana cerkiew w Jasinie, współużytkowana przez Ukraiński Kościół Prawosławny Patriarchatu Moskiewskiego (eparchia chustska) i Kościół katolicki obrządku bizantyjsko-rusińskiego (eparchia mukaczewska).
Cerkiew huculska, wzniesiona w 1824 r. na planie krzyża, o konstrukcji zrębowej, z kopułą nad centralną częścią nawy. Wokół świątyni okap na wspornikach. Większa część ścian, dachy i kopuła pokryte gontem. Wewnątrz znajduje się ikonostas. Część wyposażenia (ikony) pochodzi z XVIII w., świątynia posiada też XIX-wieczny gonfalon.
W pobliżu cerkwi znajduje się zabytkowy cmentarz oraz (po północnej stronie świątyni) drewniana dwukondygnacyjna dzwonnica z 1813.
W 2013 cerkiew została wpisana na Listę Światowego Dziedzictwa UNESCO wraz z innymi drewnianymi cerkwiami w Polsce i na Ukrainie.

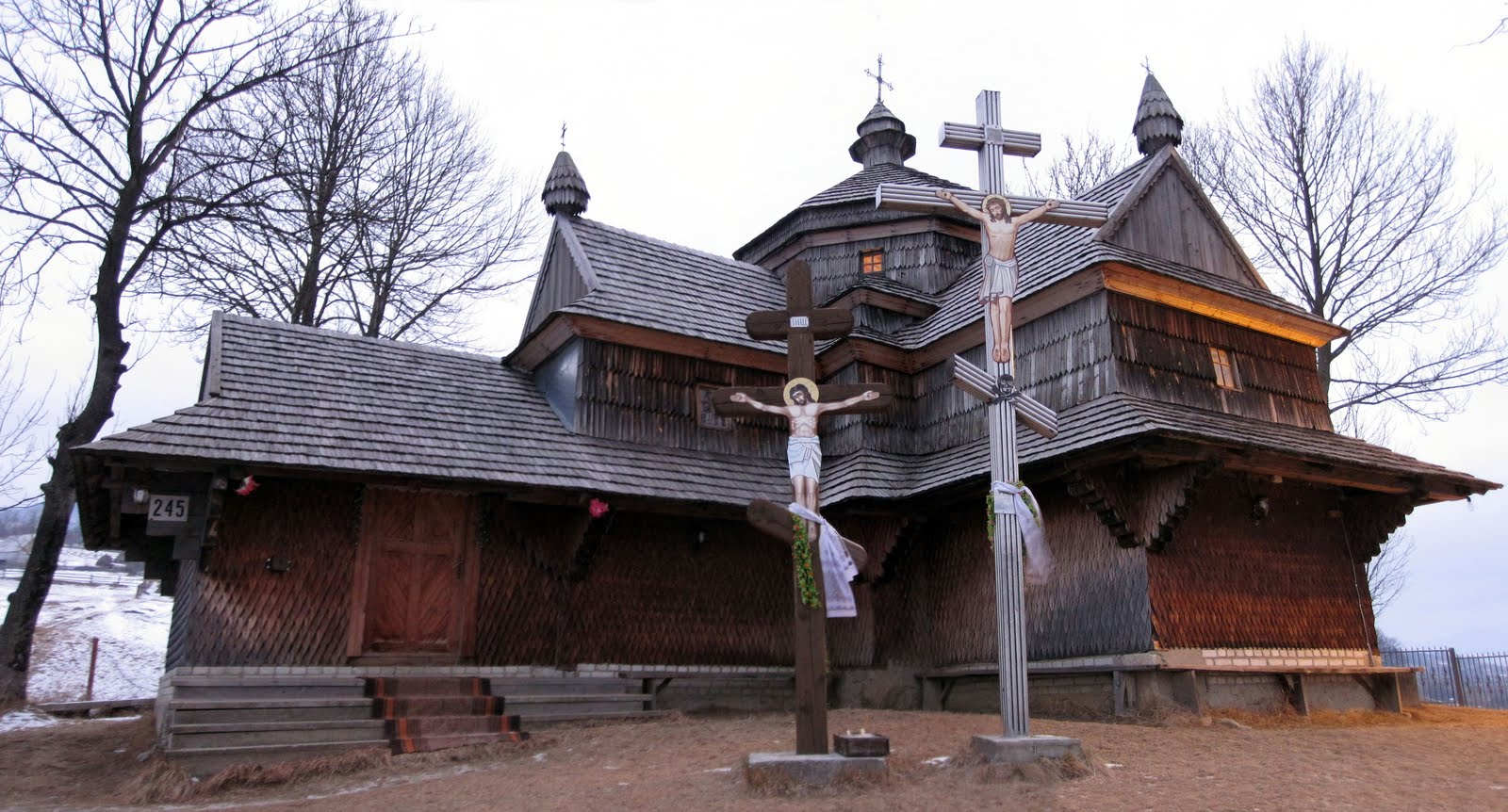
Widok ogólny
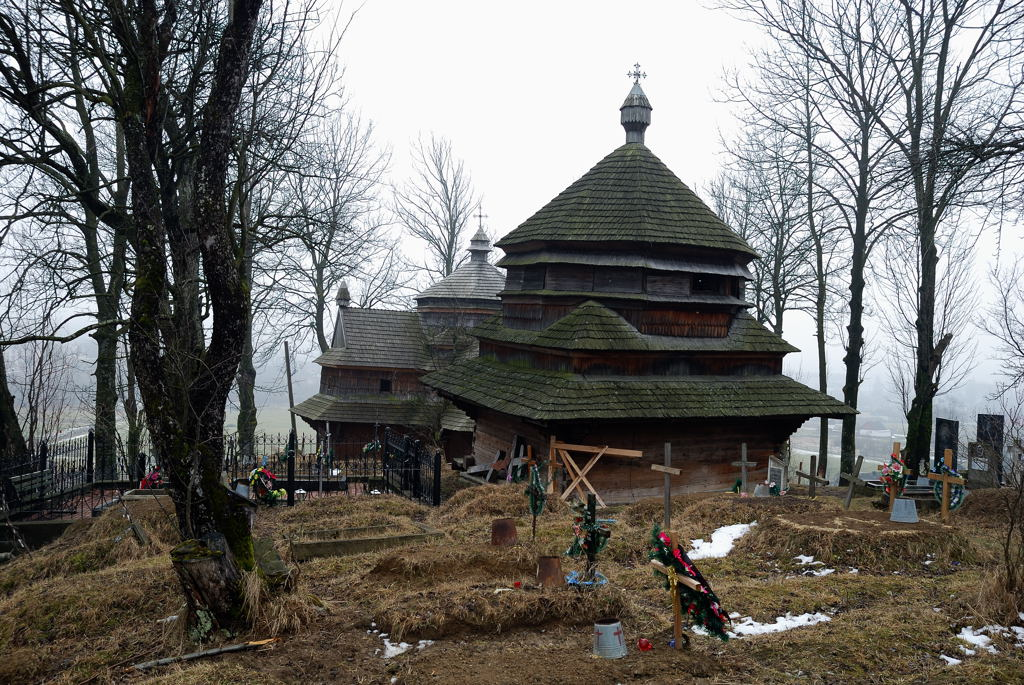
Dzwonnica